# Pachyolpium leptotarsum
Espèce
Pachyolpium leptotarsum est une espèce de pseudoscorpions de la famille des Olpiidae.

## Distribution
Cette espèce est endémique des Dépendances fédérales au Venezuela. Elle se rencontre dans l'archipel de Los Frailes.

## Description
Le mâle holotype mesure 1,65 mm.

## Publication originale
- Tooren, 2011 : New records of olpiid pseudoscorpions (Pseudoscorpiones: Olpiidae) from the Caribbean area and Surinam, with descriptions of four new species of the genera Pachyolpium Beier, Tricholpium gen. nov. and Heterohorus gen. nov. Zoologische Mededelingen, vol. 85, no 1, p. 169–194 (texte intégral).